# Tergoceracris luquillensis
Tergoceracris luquillensis är en insektsart som beskrevs av Perez-gelabert och D. Otte 2003. Tergoceracris luquillensis ingår i släktet Tergoceracris och familjen gräshoppor. Inga underarter finns listade i Catalogue of Life.